# Noémia Delgado
Noémia de Freitas Delgado (São Pedro da Chibia, 7 de junio de 1933 - Lisboa, 2 de marzo de 2016) fue una directora portuguesa de la era del Cinema Novo, que utilizó técnicas del cine directo, practicando la antropología visual, tanto en obras de ficción como en documentales.

## Trayectoria
Noémia nació en São Pedro de Chibia (Angola), hija de Judite da Conceição de Freitas y Luís Delgado. Cuando tenía un año se trasladó con su familia a Mozambique, donde estudió en el Instituto Portugal de Lourenço Marques.
Siendo estudiante, formó parte del grupo de artistas plásticos Novos de Moçambique, entre los que se encontraban el director Ruy Guerra, José Gil y Rui Knopfli.
Al terminar la escuela, trabajó en el ayuntamiento, en la oficina del arquitecto Nuno Craveiro Lopes, quien la convenció para que estudiara Bellas Artes en Lisboa. Así, en 1955 llegó a Portugal y estudió Escultura en la Escuela Superior de Bellas Artes de Lisboa. Durante este tiempo, se relacionó con estudiantes de Arquitectura, concretamente con Zé Almada Negreiros y Pitum.
En julio de 1956, viajó a París para estudiar en la Escuela Superior de Bellas Artes de París, pero la falta de dinero la obligó a regresar a Portugal. Durante su primera estancia en París, Noémia conoció y convivió con Mário Pinto de Andrade y al escritor Castro Soromenho, quien será el padrino de su boda.
A su vuelta a Portugal, retomó sus estudios de escultura y, el 27 de diciembre de 1957, se casó con Alexandre O'Neill, con quien tuvo un hijo, el fotógrafo Alexandre Delgado O'Neill de Bulhões (1959-1993), que viviría y estudiaría en Boston, en el condado de Suffolk, Massachusetts, y moriría soltero y sin generación en Lisboa el 4 de enero de 1993. Alexandre O'Neill se divorció de ella poco antes de su segundo matrimonio, el 15 de enero de 1971.
Su carrera en el cine comenzó en 1963, cuando trabajó en el montaje de la productora de António da Cunha Teles. En 1965 comenzó a trabajar como directora. Ese año solicitó una subvención de la SNI (Secretaría Nacional de Información) para asistir a la London School of Film Technique, donde fue aceptada. La SNI anuló el concurso por motivos políticos. Noémia estuvo encarcelada entre mayo y junio de 1962 en la prisión de Caxias, donde se comunicaba con las demás presas dando golpecitos en la pared (código Morse).
Trabajaba en el montaje de la película O Passado e o Presente, de Manuel de Oliveira, cuando recibió una beca de la Fundación Calouste Gulbenkian y se fue a trabajar como ayudante de dirección de Jean Rouch, por lo que regresó a Francia en 1971. En 1975 realizó su primera película etnográfica Máscaras, financiada por el Instituto Portugués de Cine, en la que cruzó el lenguaje de la ficción con el del cine documental y etnográfico. Esta película acabó teniendo un efecto imprevisto, que fue la revitalización de las tradiciones asociadas a las fiestas de invierno de Trás-os-Montes.
Al año siguiente, 1976, viajó a Roma para trabajar en la película Torre Bela, sobre Portugal, dirigida por Thomas Harlan. Dos años después regresó a Portugal y fue invitada a realizar cuatro documentales para la serie documental Palavras Herdadas del productor João Martins, sobre escritores portugueses.
Además de escribir guiones, desarrolló proyectos para televisión y a principios de la década de 1980, con el apoyo del entonces director de la Cinemateca Portuguesa, Luís Pina, consiguió financiación para producir la serie Contos Fantásticos.
Jacarandá no coração es el título del libro de poemas que publicó en 1986. En 1999 editó y publicó un libro con fotografías y catálogos de exposiciones realizadas por su hijo.
Hizo su última película en 1988. ¿Quién eras tú, Álvarez?, es el nombre del documental que Fernando Lopes la invitó a realizar para una serie sobre pintores portugueses para RTP.
En 1982 inició una relación con el arquitecto Teixeira Lopes.

## Filmografía
Hizo las películas:
- 1965 - Amoladores, Fotógrafos Ambulantes, Escultura de João Cutileiro (3 cortometrajes realizados en colaboración con Cine-Almanaque)[7][23]
- 1972 - Mafra, O Barroco Europeu[23]
- 1976 - Máscaras (documental)[15]
- 1977 - Palavras Herdadas - serie TV: Camilo Castelo Branco, Camilo Pessanha, Almeida Garrett, Eça de Queiroz
- 1977 - Contos Fantásticos - serie, RTP, 2º Canal[17]
- 1979 - A Princezinha das Rosas[24]
- 1979 - Tiaga ou a Reencarnação Deliciosa[25]
- 1979 - O ladrão do pão, con música de José Mário Branco[26][27]
- 1980 - O Visconde
- 1980 - O Defunto[17]
- 1981 - O Canto da Sereia, A Noite de Walpurgis, A Estranha Morte do Professor Antena[17]
- 1982 - TV Artistas  - episódios: Rogério Paulo, Rui de Carvalho, Simone de Oliveira[15]
- 1982/1985 - Regiões Vinícolas Portuguesas (documental)[23]
- 1985 - Arte Nova e Deco no Norte de Portugal - serie[23]
- 1986/1987 - O Trabalho do Ouro e da Prata no Norte - serie
- 1988 - Quem Foste, Alvarez?[1][28]

### Montaje
- 1966 - Mudar de Vida , dirigida por Paulo Rocha[3][20]

- 1971 - O Passado e o Presente, dirigida por Manoel de Oliveira[3]

### Espectáculos
- Máscaras fue proyectada en el ciclo Cineastas Portugueses (1946-2000), organizado por el Ayuntamiento de Lisboa (Departamento de Cultura)